# Haplopsebium nigricorne
Haplopsebium nigricorne är en skalbaggsart som beskrevs av Aurivillius 1891. Haplopsebium nigricorne ingår i släktet Haplopsebium och familjen långhorningar.
Artens utbredningsområde är Gabon. Inga underarter finns listade i Catalogue of Life.